# گرهارد یان
گرهارد یان (انگلیسی: Gerhard Jahn؛ ۱۰ سپتامبر ۱۹۲۷ – ۲۰ اکتبر ۱۹۹۸) یک سیاست‌مدار و وکیل اهل آلمان بود.